# Petr Hrabalik
Petr „Hraboš“ Hrabalik (* 17. ledna 1962) je český zpěvák, skladatel a textař souboru Našrot.

## Biografie
Narodil se roku 1962 v Havlíčkově Brodě. Ve druhé polovině 70. let – v době svého působení ve fotbalovém dorosteneckém oddílu Slovanu Havlíčkův Brod – se začal zajímat o hudbu, zejména ho zaujaly skupiny Beatles a Led Zeppelin. Poslouchal ale v podstatě všechny možné styly (beat, hard rock, art rock, jazz-rock, folk-rock). Následně se naučil několik akordů na kytaru a figur na baskytaru. Od začátku si svoje songy psal sám. První snahy o založení vlastní skupiny vedou někam do roku 1979, ale v podstatě se to podařilo až v roce 1981, kdy založil skupinu Oxygen (fungovala zhruba rok), v níž zpíval a hrál na baskytaru.
V té době ovšem kromě studia v Hradci Králové začal jezdit s novými brodskými přáteli z undergroundu na neoficiální koncerty. Zajímal se i o alternativní hudbu a nahrávky hnutí Rock In Opposition a v roce 1982 se stal spoluzakladatelem souboru Maama, tvořícího různé zvukové koláže. Členové Maamy společně s dalšími přáteli z havlíčkobrodských kapel Křečový Žíly a Gumovej Knedlík vytvořili v polovině 80. let společenství, zvané HB-underground. V roce 1983 odjel Hraboš pracovat do Liberce, kde se během roku stal hospodským folk-bluesovým interpretem a hráčem na kytaru. Též sepisoval texty a básně. Víkendy ale patřily jeho rodnému městu.
Po ukončení činnosti Maamy se na konci roku 1984 stal členem skupiny Křečový Žíly. Společenství organizovalo podzemní koncertní akce „Pod tou strážní věží“ nazvané podle písně Boba Dylana. Proběhlo jich asi deset a to buď v domě jednoho z členů KŽ nebo v přilehlém lomu u řeky Šlapanky. Vyvrcholením těchto snah je Underground Festival Of Music z podzimu 1985, na který do lomu z různých koutů republiky přijelo okolo 250 lidí.
Následovala základní vojenská služba a po příchodu do civilu v roce 1987 se Hrabalik odstěhoval do Prahy. V té době jej ovlivňuje punk a hardcore, zejména Dead Kennedys. O víkendech zpíval s místní tancovačkovou kapelou Experiment. Z ní byl nakonec na začátku roku 1988 vyhozen, což spíše uvítal a vzápětí založil HB-hardcoreový soubor Našrot. V něm zpívá a hraje na kytaru. Jeho spoluhráči jsou Jiří „Martha“ Dvořák (baskytara, zpěv) a Josef „Jouza“ Bárta (bicí). Později, v roce 1992 přišel ještě Tomáš „Ceemek“ Hájek (sólová kytara).
Hrabošův hudební život je spjat se souborem Našrot, který do dnešní doby vydal sedm řadových alb.
V roce 1990 se spojili členové Našrotu (Hraboš, Martha, Jouza) s hráčem na foukací harmoniku Jerrym a vytvořili pub rockovou skupinu Jerry & The Alligators, která vydržela cca 1 rok. V období 1998-99 Hraboš a někteří členové Našrot společně s bubeníkem Jiřím „Komínem“ Komínkem natočili pod názvem Hraboš & Friends 4 rockové písničky.
V roce 2001 se dali dohromady tři kamarádi z kapel Našrot, Plexis a Michael’s Uncle, jmenovitě MC „El Hraboš“ (zpěv), Petr „Mucho“ Hošek (dj-ing) a Jaroslav „Seňor“ Stuchlý (bicí) a založili improvizační těleso Maradona Jazz, které se zaobírá (většinou) latino-americkou hudbou. V roce 2002 se k tělesu připojili ještě DJ Baltazar (vl. jménem Pavel Melichařík) a na čas také Šimon „Šimonito“ Ornest (saxofon). Toto veselé uskupení působí dodnes a je oblíbenou položkou různých tanečních mejdanů a parties.
V období let 2005-2006 působil Hraboš v další HC-crossoverové skupině Ström, v níž se sešli Jaroslav Stuchlý (bicí, ex-Michael’s Uncle, ex- Plexis), Radek „Hrádek“ Albl (kytara, ex-Slut, ex Akutní Otrava,) a
Filip Kolaci (baskytara, ex-Plexis).
Petr Hrabalik se věnuje také psaní prózy a je znám též jako rockový historik. V letech 1995-2000 se podílel na seriálu „Bigbít“, 42dílném dokumentu ČT. V roce 1998 se stal jedním ze zakladatelů pražského Popmusea. Od roku 2001 vytvářel na webu ČT stránky seriálu "Bigbít", později – od roku 2009 – včetně rozsáhlého přehledu světové rockové hudby 20. století. V letech 2012-2014 spolupracoval na výrobě seriálu „Fenomén Underground“, 39dílném dokumentu ČT, a stejně tak vytvořil i jeho webové stránky.
V roce 2012 vydal své sólové dvojalbum s názvem Songy z bědných časů, obsahující jeho nově natočené autorské songy, které v osmdesátých letech hrával po hospodách a undergroundových akcích, v roce 2022 ho následovalo podobně koncipované 2CD Songy z bědných časů 2.

## Člen skupin
- Oxygen (rock, 1981-82)
- Maama (alternativa, 1982-84)
- Hayaya Band (hard-rock, 1982-83)
- H-Band (hard rock, 1983-84)
- Křečový Žíly (undergroundový freak-out, 1984-86)
- Sfinx (hard rock, 1985)
- Experiment (rock, 1987)
- Našrot (HC-crossover, 1988 – dosud)
- Jerry & The Alligators (pub-rock, 1990-91)
- Maradona Jazz (latino, jazz, 2001 – dosud)
- Ström (HC-crossover, 2005-06)

## Důležité nahrávky a desky
- Křečový Žíly: „Live In Baráček (Cirhosa jater aneb živě v opilosti)“ (1985, neoficiální demo)
- Našrot: „Totálně našrot“ (1989, neoficiální demo, reedice na LP 2016)
- „Punk´n´oi“ (1990, LP, MC, kompilace čs. Punk a HC skupin)
- Našrot: „Destructive Tour“ (1991, LP, CD, MC)
- Našrot: „Brain Investigator“ (1993, CD, MC)
- Našrot: „Cornered Animal“ (1995, CD, MC)
- Našrot: „The Guide To The Wild Years“ (1997-8, CD, MC)
- Našrot: „The Mirror & The Mask“ (2000, CD, MC)
- Našrot: „Psychorama“ (2003, CD)
- „Příběhy obyčejného šílenství“ (2005, CD, film soundtrack)
- Našrot: „Rag(e)time“ (2008, CD)
- Našrot: „Live In Praha“ (2008, DVD, vyšlo v r. 2011 jako příloha knihy „Totálně Našrot“)
- Našrot: „Unplugged“ (2011, CD, vyšlo jako příloha knihy „Totálně Našrot“)
- Hraboš & spol.: „Songy z bědných časů“ (2012, 2CD)
- Našrot: „Flashbacks - Live Unplugged“ (2015, 2CD)
- Našrot: „The Best Of Našrot - Back To The Past“ (2018, 3CD, kompilace)
- Hraboš & spol.: „Songy z bědných časů 2“ (2022, 2CD)

## Sbírky a knihy
- Bujaré výlety perverzní pomazánky (1991, texty a básně z 80. let)
- Pokusné stavy šílenství (1993, báseň)
- Expedice Paris '90 (1995, ulítlý mini-cestopis)
- Intim spray“ (1997, texty a básně z 80. let)
- Viděno Sudem (1999, humorná próza)
- Mimo Sud (2001, humorná próza)
- Sběrné Sudoviny (2002, mikro-úlety a povídky, humorná próza)
- Návrat k Sudu (2006, humorná próza)
- Perštýnská vražda (2011, povídky z přelomu 80.-90. let)
- Viděno dvojmo (společně s R.Diestlerem, 2014, humorná próza)
- Viděno dvojmo 2 (společně s R.Diestlerem, 2016, humorná próza)
- Viděno dvojmo 3 (společně s R.Diestlerem, 2018, humorná próza)
- Viděno dvojmo 4 (společně s R.Diestlerem, 2021, humorná próza)
- Headliner - Viděno Sudem (2022, mikroúlety z let 2016-2017)
- Viděno dvojmo 5 (společně s R.Diestlerem, 2023, humorná próza)
- Viděno dvojmo 6 (společně s R.Diestlerem, 2024, humorná próza)

## Práce pro Českou televizi
mj.
- „Bigbít“ (1995-2000, 42dílný dokument o historii československého rocku za totality)
- „Bigbít“ (webové stránky ČT)
- „Největší Čech“ (2005)
- „Fenomén underground“ (2012-2014,40dílný dokument o historii tuzemského undergroundu)
- „Fenomén underground“ (webové stránky ČT)
- "Bigbít" ČT – FB (od r. 2015 - 2023)